# Dorfkirche Britz

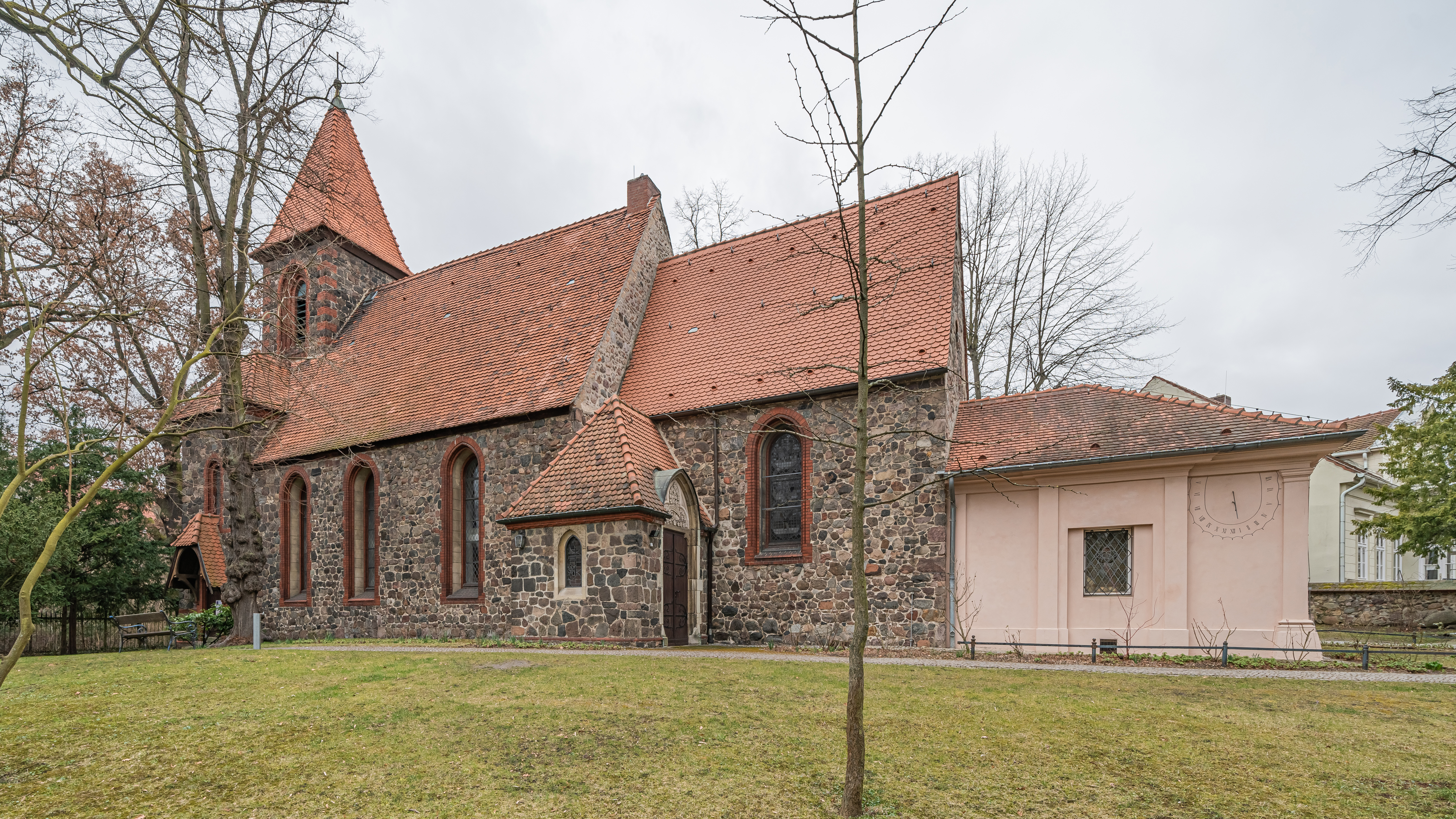
Dorfkirche Britz

Die Dorfkirche Britz ist eine Feldsteinkirche aus der Zeit um 1300. Sie steht auf einer kleinen Anhöhe über dem Dorfteich von Berlin-Britz. Die Lage der Kirche, abseits des Dorfes in geschützter Halbinsellage ist ungewöhnlich, vergleichbar nur mit der Komtureikirche Tempelhof oder in Ihlow auf dem Barnim.

## Baugeschichte

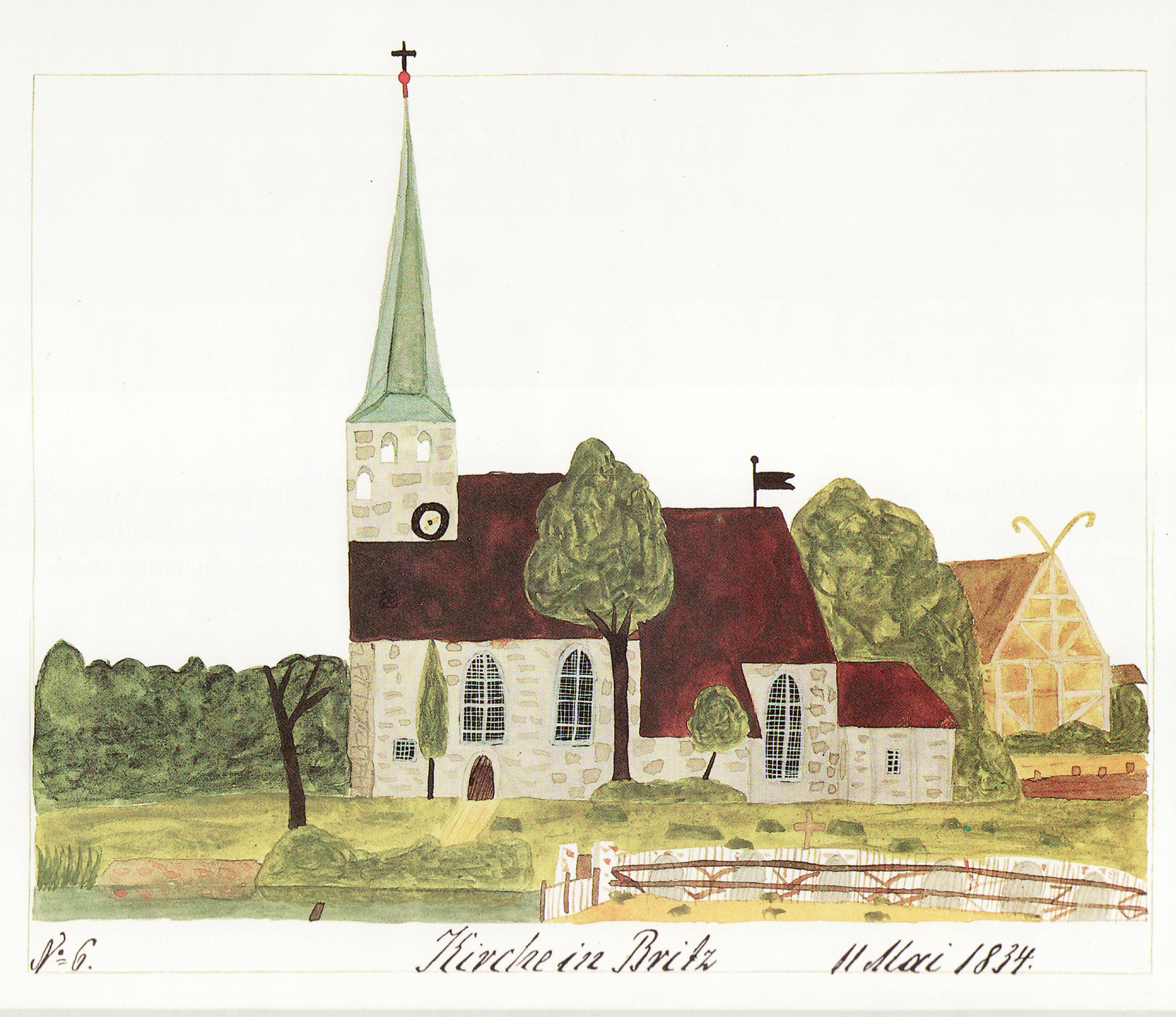
Dorfkirche Britz im Jahr 1834, Heinrich Wohler

Der Grundrisstyp der Chorquadratkirche gilt als frühgotisch und deutet in die zweite Hälfte des 13. Jahrhunderts, die Qualität des Mauerwerks (Feldsteine ohne Quaderung) jedoch ins 14. Jahrhundert. Cante datiert daher „Frühes 14. Jahrhundert (vermutlich um 1310)“. Der südliche Anbau des Chors erweckt den Eindruck einer mittelalterlichen Sakristei, denn sie ist auf Wohlerschen Zeichnung vom 11. Mai 1834 schon zu sehen, also noch vor dem großen Umbau von 1888. Da aber der Anbau sorgfältigere Quaderung aufweist als der Ursprungsbau, könnte er auch erst 1766 anlässlich des Anbaus der Gruft errichtet worden sein.

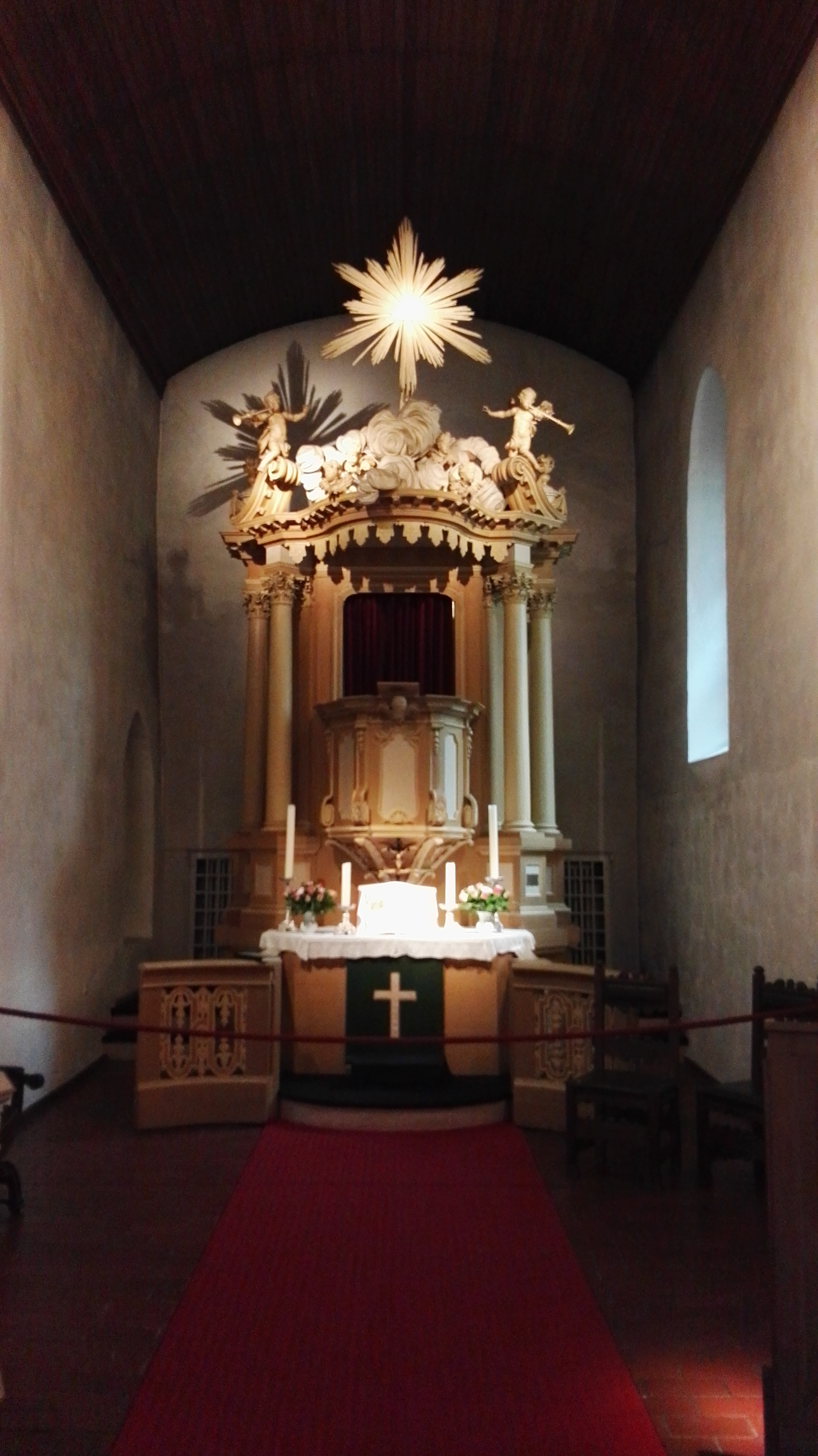
Kanzelaltar

Die Kirche war seit dem Barock außen verputzt und hatte große Fenster. Auf einem 1713 errichteten Dachturm aus Fachwerk mit spitzem Helm saß eine Wetterfahne mit der Jahreszahl 1689. Im Laufe der Zeit wurde die Britzer Dorfkirche stetig erweitert: 1720 entstand der barocke Kanzelaltar, und 1766 wurde die heutige Sakristei als Grabkapelle für die Familie des preußischen Außenministers Ewald Friedrich Graf von Hertzberg angelegt. 1888 erfolgte der letzte große Umbau durch den Baumeister Carl Busse. Bei dieser Gelegenheit wurde ein aufwendiger Turm hinzugefügt, in der mittelalterlichen Grundrissform des schiffsbreiten querrechteckigen Westturms, bis weit über die Traufhöhe des Kirchenschiffs, darüber aber eingezogen. Er ist aus Feldsteinquadern errichtet, ist aber an einer Baunaht deutlich als neuzeitlicher Anbau erkennbar. In das vom Putz befreite Mauerwerk wurden neue Portale und Fenster eingefügt.
Der Turm bekam nach den Zerstörungen im Zweiten Weltkrieg eine vereinfachte Form. Die alte, oft beschriebene Marienglocke von 1268 war ebenfalls dem Luftangriff im Jahr 1943 zum Opfer gefallen. Überreste der Glocke befinden sich nun im Museum Neukölln. Im Zuge der Wiederherstellungsarbeiten von 1948 erhielt die Kirche Glasmalereien von Charles Crodel (Weihnachts- und Tauffenster). In den Jahren von 1955 bis 1959 wurde der Innenraum den alten Bauformen angeglichen und dem Kanzelaltar seine barocke Fassung wiedergegeben.

## Ausstattung

### Glocken
Die Kirche verfügt über drei Glocken aus Bronze. Glocke 2 wird als Vater-unser-Glocke bezeichnet.
| Nr. | Gießjahr | Gießer                      | Schlagton | Gewicht | Durchmesser | Höhe  | Krone    | Inschrift       |
| --- | -------- | --------------------------- | --------- | ------- | ----------- | ----- | -------- | --------------- |
| 1   | 13. Jh.  | unbekannt                   | h′        | 230 kg  | 87 cm       | 76 cm | 15/16 cm | keine           |
| 2   | 1955     | Friedrich Wilhelm Schilling | d″        | 239 kg  | 70 cm       | 59 cm | 09/10 cm | IN EXCELSIS DEO |
| 3   | 1956     | Friedrich Wilhelm Schilling | e″        | 150 kg  | 61 cm       | 52 cm | 000 9 cm | IN TERRA PAX    |

### Orgel

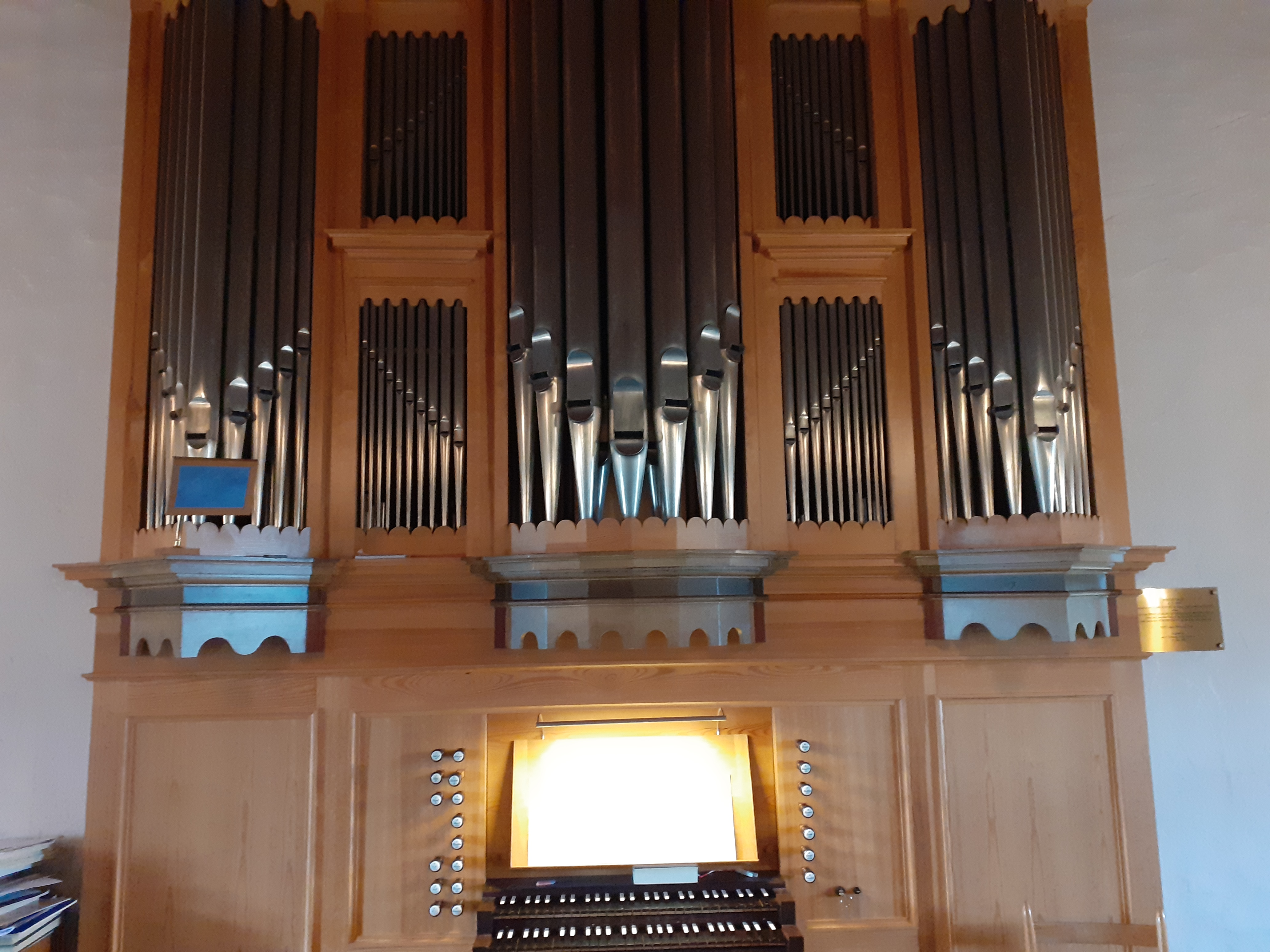
Blick zur Orgel

Im Jahr 1826 erhielt die Kirche ihre erste Orgel von Carl August Buchholz, 1888 wurde sie durch die Gebrüdern Dinse umgebaut und erweitert. 1938 baute der Potsdamer Orgelbauer Alexander Schuke unter Verwendung von alten Teilen eine neue Orgel. Die heutige Orgel entstand 1999 durch die Orgelbauwerkstatt Karl Schuke ebenfalls unter Verwendung alter Teile.

### Kirchenschätze
In der Kirche werden die Kirchenschätze in einer Vitrine ausgestellt, so beispielsweise
- eine Taufschale aus dem 15. Jahrhundert,
- ein altes Brotgefäß (Ciborium) für das Abendmahl
- ein Abendmahlskelch von 1720.